# 裕樹 (声優)
裕樹（ひろき、1968年〈昭和43年〉3月29日 - ）は、日本の男性声優、舞台俳優、プロデューサー。愛知県出身。旧名義・別名義に牛山 裕樹、牛山 祐樹、牛山 博喜（いずれも読みは、うしやま ひろき）がある。
ネクシード預かり。かつてはアスクマネージメントに所属していた。
役者活動外では、有限会社名東工業（MEITO）練馬給湯器ガスセンターの代表取締役を務めている。

## 経歴・人物
小学3年生の時に学芸会で主役に抜擢されたことで人前に立つことに快感を覚え、高校時代には社会人のアングラ劇団ph-7に入団する。劇中音楽を作る中で、ミュージシャンを志すようになる。高校卒業後は様々な仕事で資金を貯め、25歳の時に音楽修行のためにロンドンへ渡英した。3年後に帰国。
29歳の時に生活のため、配管業に就業。2000年、32歳の時に独立し、配管設備会社を設立。
ミュージシャンの夢を諦めきれず、バンドを結成して、1998年にはインディーズでアルバム『マロニー三世』をリリース。渋谷クラブクアトロでの年3回のイベントも行っていたが、バンドで目が出るのは難しいと判断し、41歳の頃から役者活動を本格化させる。テレビ朝日アスクの声優特別クラスを受講して演技を学び、配管設備会社の社長業を休業しつつ、劇団のオーディションを受けるなどして舞台に出演。つかこうへい原作のテレビドラマ『かけおち'83』の舞台化作品として2017年に上演された舞台では、佐藤みゆきとのダブル主演を務め、プロデュースも手掛けた。かつてより絶対的な自信を持っていたという声を活かし、声優として吹き替えやナレーションにも多く携わる。
また、映画作品のプロデュースも手掛けていた。

## 出演

### テレビアニメ
- 迷宮ブラックカンパニー（2021年、ガイコツ先輩、獣人1、役員2、社畜部長）
- 遊☆戯☆王SEVENS（2021年、Dr.デルタ）
- チェンソーマン（2022年、未来の悪魔）
- とんでもスキルで異世界放浪メシ（2023年、雑貨屋店主）
- 七つの大罪 黙示録の四騎士（2023年 - 2024年、村人、聖騎士）
- ダンジョン飯（2024年、店主）

### ゲーム
- Borderlands 2（2012年）

### 吹き替え

#### 担当俳優
ウィリアム・ボールドウィン
- 新・大地震（カールソン上院議員）
- デイ・アフター・トゥモロー2023（カールソン上院議員）
- ボルケーノ2023（カールソン上院議員）

#### 映画（吹き替え）
- アザー・ガイズ 俺たち踊るハイパー刑事!（ワッツ〈ロブ・ヒューベル（英語版）〉）[1]
- アクセレーション（英語版）（ケイン〈ショーン・パトリック・フラナリー〉）
- アドベンチャー・オブ・アラジン（ローハン〈シャリーフ・ウォルターズ〉）
- インフィニティ -覚醒-（カル〈サイード・タグマウイ〉）
- 陰謀の代償 N.Y.コンフィデンシャル（トーマス・プルデンティ〈ジェームズ・ランソン〉）[1]
- 美しき声（チェン）
- エッジ・オブ・バイオレンス（ケン・マーシー〈デヴィッド・H・スティーヴンス〉）
- エンド・オブ・アース 地球最期の日（クック〈サリュー・セサイ〉）
- エンド・オブ・ステイツ（マーフィ〈オリ・プフェファー（英語版）〉）
- オースティンランド 恋するテーマパーク（英語版）（ランツ）
- ガルヴェストン（アンジェロ〈マイケル・レイ・エスカミッラ〉）
- キャメラを止めるな!（フレド〈チャーリー・デュポン（フランス語版）〉[5]）
- グッド・シリアルキラー（英語版）（フレデリック）
- コードレッド ロシア軍秘密兵器破壊指令（フォーゲル、ゴヴジク）
- 殺し屋（英語版）（リオール〈ガイ・バーネット（英語版）〉）
- サイキッカー 超人覚醒（キャシディ〈アンドレ・ドンジェルマンズ（オランダ語版）〉）
- ザ・コンクエスト シベリア大戦記（トゥリシェン、ミハイル）
- ザ・ビースト（英語版）（スカディ）
- ザ・ファイター（チャン）
- シックスヘッド・ジョーズ（ジェイク〈クリス・フィッシャー〉）
- シャドウ・ワールド（フレデリック〈レイナルド・ビアレス〉）
- シャフト（ゴルディト〈イザック・ド・バンコレ〉）
- 守護教師（ビョンドュ社長〈チン・ソンギュ〉）
- スコルピオン テロリスト制圧指令（英語版）（マフムドフ〈Karim Mirhadiyev〉）
- スピードトラップ（セルビア語版）（ヤニ〈スルジャン・トドロビッチ（セルビア語版）〉）
- セイビング・レニングラード 奇跡の脱出作戦（英語版）（ヴィーチャ〈ミハイル・モロゾフ〉）
- セントラルパークファイブ（英語版）（ラフリン）
- 大脱出3（レスター・クラーク・ジュニア〈デヴォン・サワ〉[6]）
- タンク・ソルジャー 重戦車KV-1（英語版）（ルイコフ〈オレグ・フォミン（ロシア語版）〉）
- チキンがおいしいレストラン（ガス〈ヘンリー・ウェルチ〉）
- D-デイ ノルマンディー1944（ランス・ホワイト軍曹〈ジェフ・ミード（ドイツ語版）〉）
- テッド・バンディ（ジョン・オコンネル弁護士〈ジェフリー・ドノヴァン〉、スーヴィロン）
- トラウマ・ゲーム 恐怖体験アトラクション（カメラマン〈西村喜廣〉）
- トリプル・スレット（英語版）（謎の男）
- 猫が教えてくれたこと（ブラシの男性）
- バルカン・クライシス（英語版）（スムク〈アレクサンダー・スレチコヴィッチ（セルビア語版）〉、キリヤ、タクシー運転手〈エミール・クストリッツァ〉）
- ファイナル・スコア（チョー捜査官〈ジュリアン・チャン（英語版）〉、ジョナサン・ピアース〈ジョナサン・ピアース（英語版）〉）
- 5デイズ（ダッチマン〈ヴァル・キルマー〉）[1]
- ヘル・フロント 〜地獄の最前線〜（英語版）（オズボーン〈ポール・ベタニー〉）
- HOT SUMMER NIGHTS/ホット・サマー・ナイツ（フランク・カルフーン巡査部長〈トーマス・ジェーン〉）
- マイル22（ルーク）
- マレフィセント2（門番、戦士）
- ミュータンツ 光と闇の能力者（ジェイク〈ロス・パートリッジ（英語版）〉）
- 無双の鉄拳（朝鮮語版）（船主）
- LION/ライオン 〜25年目のただいま〜（チャン先生）
- ラスト･マン 地球最後の男（英語版）（ゴメス〈ラファエル・スプレゲルブルド（カタルーニャ語版）〉）
- レジェンダリー・ストーン 巨神ゴーレムと魔法の石（英語版）（シャーマン）
- カムバック・トゥ・ハリウッド!!（ジェームズ・ムーア - エミール・ハーシュ）

#### ドラマ
- イカゲーム
- 今、私たちの学校は…
- エージェント・オブ・シールド シーズン1（グリースボール）
- オリジナルズ シーズン4（レジー）
- グッドラック・チャーリー（リッチー）[1]
- 刑事モース〜オックスフォード事件簿〜（エリオット・ヴィンクヴィスト〈オリヴァー・クリス）
- 高い城の男 シーズン3〜4（ウィルヘルム・ゴーツマン〈マーク・リスマン（ドイツ語版）〉）
- チェンバース: 邪悪なハート（エヴァン〈マシュー・ローチ〉）
- NCIS: ニューオーリンズ シーズン5（ゴードン）
- ヴァイキング 〜海の覇者たち〜（フロキ〈グスタフ・スカルスガルド〉）
- フィアー・ザ・ウォーキング・デッド シーズン5（ロリー）
- ブラッド&トレジャー 伝説の秘宝（英語版）（密入国業者）
- MACGYVER/マクガイバー（スパーキー）
- ヤング・スーパーマン シーズン8（バーテン）[1]
- レイブンのウチはチョーは大変!（マシュー）
- レバレッジ 〜詐欺師たちの流儀 シーズン2〜4（オーエンズ[1] 他）
- 梨泰院クラス（ ペク・ソンヒョン、 ホン・ソクチョン（朝鮮語版））

#### アニメ
- アバローのプリンセス エレナ（ロコ）
- キャプテン・プードル（クリップ）
- シチリアを征服したクマ王国の物語（大公[7]）
- ミッキーマウス ミックス・アドベンチャー（ルーニー）
- サンディ・チークスのビキニタウン救出大作戦

#### ボイスオーバー
- アメリカお宝鑑定団 ポーン・スターズ 22話（リチャード、ウォルター）[1]
- 現代の驚異（英語版） 471話（ジェフ・ジェイ、ヘクター・マーリン、レックス・ジェムソン）[1]

### テレビドラマ
- 大河ドラマ 真田丸（2016年、NHK総合）ホースチーム

### 映画
- カナタ、遠く（2012年、監督：藤井道人）
- 眠れる美女の限界 THE LIMIT OF SLEEPING BEAUTY（2013年、監督：二宮健）
- 全力家族（2013年、監督：原廣利）
- バードソング（2014年、監督：ヘンドリック・ウィレミンズ）
- 駆込み女と駆出し男（2015年、監督：原田眞人）
- 7s（2015年、監督：藤井道人）
- 光と血（2017年、監督：藤井道人）
- 関ヶ原（2017年、監督：原田眞人）
- 検察側の罪人（2018年、監督：原田眞人）
- いつくしみふかき（2020年、監督：大山晃一郎）
- お終活 熟春!人生、百年時代の過ごし方（2021年、監督：香月秀之）
- KAPPEI（2022年、監督：平野隆）

### 舞台
- 伊藤えん魔プロデュース「モテハン・オンライン」（2010年4月3日 - 5日、ABCホール）
- 弾丸MAMAER「上等な、死因」（2010年7月28日 - 8月1日、あうるすぽっと）[8]
- 弾丸MAMAER「堕落美人」（2011年5月25日 - 6月1日、赤坂RED/THEATER)
- プロジェクト・ドーン「モリのアサガオ」（2015年10月20日 - 25日、キンケロ・シアター）[9]
- TOKISHIRAZ「かけおち」（2017年8月1日 - 6日、ザ・ポケット） 佐藤みゆきとのダブル主演[4]
- 気晴らしBOYZ 第9回本公演「ふらちな侍」（2018年5月9日 - 13日、あうるすぽっと）[10]

### ナレーション
- 毎日がイタリアン（NHK教育）
- 世界のドキュメンタリー（NHK-BS）

### CM
- タカラ焼酎
- オリコ
- ソニー損保

## プロデュース

### 映画
- 全力家族（2013年、監督：原廣利）音楽プロデュース
- 美女捨山（2015年、監督：竹重洋平）
- 光と血（2017年、監督：藤井道人）

### その他
- 舞台・TOKISHIRAZ「かけおち」
- KICK THE CAN CREW PV 音楽プロデュース